# Croazia ai Giochi della XXXI Olimpiade
La Croazia ha partecipato ai Giochi della XXXI Olimpiade, che si sono svolti a Rio de Janeiro, Brasile, dal 5 al 21 agosto 2016.

## Medaglie

### Medagliere per disciplina
| Sport            | Oro | Argento | Bronzo | Totale |
| ---------------- | --- | ------- | ------ | ------ |
| Atletica leggera | 2   | 0       | 1      | 3      |
| Canottaggio      | 1   | 1       | 0      | 2      |
| Vela             | 1   | 1       | 0      | 2      |
| Tiro             | 1   | 0       | 0      | 1      |
| Pallanuoto       | 0   | 1       | 0      | 1      |
| Pugilato         | 0   | 0       | 1      | 1      |
| Totale           | 5   | 3       | 2      | 10     |

## Atletica
La Croazia ha qualificato a Rio i seguenti atleti:
- Maratona femminile - 1 atleta (Lisa Nemec)
- Salto in alto femminilie - 2 atleti (Blanka Vlašić e Ana Šimić)

## Nuoto
| Atleta          | Evento      | Batterie | Batterie   | Semifinali | Semifinali | Finale          | Finale          |
| Atleta          | Evento      | Tempo    | Classifica | Tempo      | Classifica | Tempo           | Classifica      |
| --------------- | ----------- | -------- | ---------- | ---------- | ---------- | --------------- | --------------- |
| Matea Samardžić | 400 m misti | 4:39"41  | 17ª        | N.D.       | N.D.       | non qualificata | non qualificata |